# María Guerra
María Guerra (Madrid, 1965) és una periodista i crítica de cinema i de sèries de televisió espanyola Des del gener del 2022, dirigeix i presenta el pòdcast de cinema i sèries La script, un programa d'entrevistes en profunditat a personatges rellevants de la indústria audiovisual, produït per The Story Lab.
És presidenta de l'Associació d'Informadors Cinematogràfics d'Espanya (AICE), entitat que organitza els premis Feroz.

## Trajectòria
Guerra és llicenciada en Filologia Anglesa per la Universitat Complutense de Madrid, té un Màster en Literatura Comparada de la Universitat d'Exeter (1990/1991) i el Màster de Periodisme d'El País i la Universitat Autònoma de Madrid (1992).
Va treballar de 1993 a 2019 a la Cadena SER, primer al programa El cine de LoQueYoTeDiga i després va crear La script el 2011, que posteriorment va passar a ser programa de televisió i es va emetre a Movistar+ (de 2019 a 2021) per més tard convertir-se a Ver-Mú. Des de setembre de 2021, realitza una secció de cinema setmanal al programa de ràdio Cuerpos especiales d'⁣Europa FM, que presenten Eva Soriano i Iggy Rubín. Col·labora a la plataforma de pòdcast Sonora.
Des de 1993 ha cobert festivals internacionals i ha conduït la retransmissió de nombroses gales dels premis Oscar. També ha participat com a jurat als certàmens de cinema d'Osca (HIFF), Eivissa (Ibicine), Medina del Camp (SECIME) i al Festival de Cinema L'Orquídia Cuenca (Equador).
Guerra és l'actual presidenta de l'Associació d'Informadors Cinematogràfics d'Espanya (AICE), entitat que organitza els Premis Feroç. I és membre de CIMA, l'Associació de dones cineastes i de mitjans audiovisuals.

## Filmografia

### Programes de televisió
| Any         | Programa               | Canal | Notes                   |
| ----------- | ---------------------- | ----- | ----------------------- |
| 2018 - 2020 | La script en Movistar+ | #0    | Directora, presentadora |
| 2021        | Ver-Mú                 | #0    | Directora, presentadora |

### Pòdcast
| Any               | Programa  | Canal   | Notes                   |
| ----------------- | --------- | ------- | ----------------------- |
| 2022 - actualitat | La script | YouTube | Directora, presentadora |

### Ràdio
| Any               | Programa           | Cadena     | Notes                   |
| ----------------- | ------------------ | ---------- | ----------------------- |
| 1993 - 2006       | LoQueYoTeDiga      | Cadena Ser | Presentadora, redactora |
| 2011 - 2019       | La script          | Cadena Ser | Presentadora            |
| 2022 - actualitat | Cuerpos especiales | Europa FM  | Col·laboradora          |

## Reconeixements
A la 51a edició del Festival Internacional de Cinema de Cartagena (2022), li va ser atorgat el premi FICC a la Difusió Cinematogràfica.
El programa La script de la Cadena SER, va rebre el 2016 un guardó a la XXXIV Setmana del Cinema Espanyol de Carabanchel (Madrid) per la seva tasca de difusió del cinema espanyol; i el 2017 l'Associació de Dones Periodistes de Catalunya (ADPC) li va concedir el Premi Bones Pràctiques de Comunicació no sexista, per ser un espai que visibilitzava les desigualtats de les dones a la indústria del cinema.